# Carolina Valencia Castañeda
Carolina Valencia Castañeda (1860-1954) fue una escritora española.

## Biografía
Nacida en 1860, era natural de la localidad vallisoletana de Medina de Rioseco. Estuvo casada con el publicista Alvaro López Núñez. Descrita por Julio Cejador y Frauca como una «poetisa romántica», fue autora de títulos como Poesías (Palencia, 1890), A San Juan de la Cruz (Palencia, 1891) y Colón (poema, Palencia, 1892). Falleció en 1954.